# Liste der Geotope in Jena
In Jena gab es im Juni 2024 insgesamt 9 erfasste Geotope.

## Geotope

### Gesteine
| ID    | Bild | Bezeichnung           | Art                                                      | Stratigraphie        | Beschreibung | Gemeinde | Lage |
| ----- | ---- | --------------------- | -------------------------------------------------------- | -------------------- | --- | -------- | ---- |
| J_847 |      | Aufschluss Wogau      | Fossilfreie Gipse, Chirotheriensandstein, Fasergipslagen | Oberer Buntsandstein | Der Aufschluss zeigt den Übergang der Gesteine des Mittleren Buntsandsteins (hier: Chirotheriensandstein) zu denen des Oberen Buntsandsteins (hier: „Fossilfreie Gipse“ des Röt-Salinars). Dieser Übergang markiert gleichzeitig ein Wechsel der Bildungsbedingungen. Während der Mittlere Buntsandstein unter terrestrischen Bedingungen entstand, sind die darüberliegenden Bildungen des Oberen Buntsandsteins (sowie auch die für Jena charakteristischen Muschelkalke) marine Ablagerungen, die durch Absenkung des Thüringer Beckens und der damit verbundenen Meeresbedeckung entstanden. Der künstliche Hohlraum im Chirotheriensandstein entstand durch Scheuersandabbau im Mittelalter. Die an der Basis der Gipse befindlichen Höhlen sind auf natürliche Art durch Auslaugung entstanden. | Jena     | Lage |
| J_846 |      | Mergelgrube Göschwitz | Pelitrötfolge                                            | Trias                | Die Mergelgrube Göschwitz zeigt einen vollständigen Aufschluss des Grauen Röts (Untere Bunte Schichten). Die Pelitrötfolge enthält hier die charakteristischen Bänke des Sauriersandsteins, der roten Sandsteinschiefer und des Rhizocoralliums. Diese Schichtenfolge ist nur sehr selten über das gesamte Profil aufgeschlossen. | Jena     | Lage |

### Lagerungsverhältnisse/Tektonik
| ID    | Bild | Bezeichnung  | Art                                 | Stratigraphie | Beschreibung | Gemeinde | Lage |
| ----- | ---- | ------------ | ----------------------------------- | ------------- | --- | -------- | ---- |
| J_848 |      | „Ulmers Ruh“ | Myophorien-Folge/Unterer Wellenkalk | Trias         | Der Aufschluss zeigt eindrucksvoll den Übergang vom Buntsandstein (hier: Oberer Buntsandstein) zum Muschelkalk (hier: Unterer Muschelkalk). Zunächst sieht man einige Zentimeter der „Strohgelben Kalke“, welche noch zum Oberen Buntsandstein gehören. Darüber befindet sich die etwa 0,6 m mächtige dolomitische „Gelbe Grenzbank“ als unterstes Glied des Unteren Muschelkalks. Diese ist nur selten so deutlich wie hier bei Ulmers Ruh zu sehen. Das liegt daran, dass sie, wie auch die darunter liegende Myophorienfolge, meist von Muschelkalkgeröll überrollt ist. Über der Gelben Grenzbank folgen die knaurigen, flasrigen und flachwelligen Kalkmergelsteine (Wellenkalk) des Unteren Muschelkalkes. Der Übergang vom Buntsandstein zum Muschelkalk markiert einen Wechsel in den Bildungsbedingungen. Die Gesteine des Oberen Buntsandsteins (Röt) sind Sedimente aus warmen flachen Gewässern der Küstenregion. Die Bereiche der Myophorrienschichten (hier häufig vorkommende Muschel) sind in kleinen Aufschlüssen unterhalb des Weges aufgeschlossen. Nach Senkung des Meeresbodens lagerten sich in den nun tieferen Meeresgewässern die Kalk- und Kalkmergelsteine des Unteren Muschelkalks (Wellenkalk) ab. | Jena     | Lage |

### Sedimentstrukturen
| ID     | Bild | Bezeichnung              | Art | Stratigraphie       | Beschreibung | Gemeinde | Lage |
| ------ | ---- | ------------------------ | --- | ------------------- | ------------ | -------- | ---- |
| J_1626 |      | Steinbruch Fränkelsgrund |     | Unterer Muschelkalk |              | Jena     | Lage |

### Lösungsbedingte Abtragungs- und Ablagerungsformen
| ID     | Bild           | Bezeichnung                              | Art                                    | Stratigraphie                         | Beschreibung | Gemeinde | Lage |
| ------ | -------------- | ---------------------------------------- | -------------------------------------- | ------------------------------------- | --- | -------- | ---- |
| J_1627 | weitere Bilder | Erlkönig                                 |                                        | Oberer Buntsandstein                  | Im Stadtgebiet von Jena treten östlich der Saale am Weg von Wenigenjena nach Kunitz an mehreren Stellen Gipssteine in Wechsellagerung mit Ton- und Siltsteinen des Röts durch markante Steilstufen in Erscheinung. Unmittelbar am Felsfuß tritt Quellwasser aus, welches ein bedeutendes Feuchtbiotop speist. Vor dem Aufschluss erinnert das Erlkönig-Denkmal an Goethes gleichnamige Ballade. | Jena     | Lage |
| J_845  |                | Gipsschlotten am Hausberg „An der Leite“ | fossilfreie Gipse, Gipsporphyroblasten | Salinarröt und Untere Bunte Schichten | Der Aufschluss Gipsschlotten am Hausberg „An der Leite“ zeigt verkarstete Gipse an der Obergrenze des Salinarröts (Oberer Buntsandstein). Die Gipse sind von tiefen spaltenartigen Auswaschungen (Schlotten) durchsetzt. Diese spaltenartigen Auswaschungen der leicht wasserlöslichen Gipse wurden im Jahre 1908 im ehemaligen Brauckmannschen Grundstück bei Bauarbeiten zufällig entdeckt. Unterhalb des Aufschlusses sind die früher auch als „Fossilfreien Gipse“ bezeichneten Bildungen in Form von Fasergips, Alabastergips und Gipsspat in zahlreichen kleinen Felsen aufgeschlossen. Die bankigen Gipse im Aufschluss bildeten die Grenze zum darüber folgenden Pelitröt (Oberer Buntsandstein) mit Tonmergelsteinen und ersten karbonatgesteinen in Form von Dolomitbänkchen. | Jena     | Lage |
| J_1625 | weitere Bilder | Teufelslöcher                            | wellig verformte Basisgipse            | Oberer Buntsandstein                  | Die Teufelslöcher am Fuße der Kernberge an der Wöllnitzer Straße sind ein wertvoller geologischer Aufschluss mit wellig verformten Basisgipsen des Röts mit Klufthöhlen, Gipskarst und Karstquellen. Die beiden in der Gipssteilstufe liegenden Höhlen der Teufelslöcher sind durch Kluftbildung und anschließende Auslaugung entstanden. Sie gelten als die ältesten urkundlich erwähnten Höhlen (1319) im Thüringer Raum. Goethe wollte sie für Besucher begehbar machen, heute sind sie jedoch aus Gründen des Naturschutzes nicht zugänglich. Bergbauliche Aktivitäten im Bereich der Teufelslöcher sind seit 1802 bekannt. Für das Weimarer Schloss wurde hier feinkörniger Gipsstein gewonnen. In durchsichtige Platten geschnitten und auf farbigen Untergrund gelegt, wirkte das Gipsgestein marmorartig. Der „Jenaer Marmor“ wurde auch für die Innenausstattung reicher Bürgerhäuser verwendet. | Jena     | Lage |

### Verwitterungsformen
| ID     | Bild           | Bezeichnung                         | Art                                                | Stratigraphie | Beschreibung | Gemeinde | Lage |
| ------ | -------------- | ----------------------------------- | -------------------------------------------------- | ------------- | --- | -------- | ---- |
| J_1125 | weitere Bilder | Aufschluss „Rabenschüssel“ bei Maua | Chirotheriensandstein, Bausandstein, Tonsteinlagen | Trias         | Am Aussichtspunkt „Rabenschüssel“ steht die Solling-Folge (Chirotheriensandstein) des Mittleren Buntsandsteins mit einer Verwitterungsform („Rabenschüssel“) an. Am Steilhang unterhalb ist die Grenze der Solling-Folge zur Hardegsen-Folge (Bausandstein) in den anstehenden Felsvorsprüngen sehr gut aufgeschlossen. Diese besteht aus rotbraunen, z. T. hellgrauen, fein- bis grobkörnigen, z. T. konglomeratischen Sandsteinen mit Kreuzschichtung, Netzverwitterung und Konkretionen („Kugelsandsteine“). Der Aufschluss ist einer der bekanntesten Aufschlüsse des Mittleren Buntsandsteins im Bereich des Mittleren Saaletals und ist als markanter Landschaftsbestandteil von Bedeutung. | Jena     | Lage |

### Denkstein
| ID     | Bild | Bezeichnung            | Art | Stratigraphie | Beschreibung | Gemeinde | Lage |
| ------ | ---- | ---------------------- | --- | ------------- | --- | -------- | ---- |
| J_1629 |      | Eiszeit-Denkstein Jena |     |               | Der Eiszeit-Denkstein besteht aus Granodiorit von Demitz-Thumitz (Lausitz). Auf einer Bronzeplatte ist die Südgrenze des skandinavischen Inlandeises während der Elster-Vereisung im Quartär markiert. Auf Initiative von O. WAGENBRETH wurden 1976 in Thüringen, Sachsen und Sachsen-Anhalt insgesamt 17 gleichartige Denksteine aufgestellt. Auf Grund von Baumaßnahmen ist der Denkstein zur Zeit nicht zugänglich. | Jena     | Lage |